# 曹不興
曹 不興（そう ふこう、生没年不詳）は、中国三国時代の呉の人物。『三国志』呉書趙達伝注に引く『呉録』に略伝がある。「八絶（江南八絶）」の一人。

## 生涯
絵画に巧みであった。ある時、孫権の命で屏風を描いた際に、誤って筆を落とし点をつけてしまった。そこでその汚した点を利用し、それを蠅にして誤魔化した。その屏風を提出すると、孫権は本物の蠅だと思って手で払おうとしたという。
曹不興はあるとき、水上に赤い龍が飛んでるのを見かけ、それを絵画に書き取った。その絵は後に孫晧に献上された。時代は下って南朝宋の文帝の頃、干ばつが続いたことがあった。そのときこの曹不興の龍の絵を水上に置くと、俄かに雲が沸き建ち霧が起こり、大雨が注ぐが如く降ったという。
赤烏10年（247年）、康僧会が呉の都の建業に入り、孫権の支持を得て、江南地方で最初の仏教寺院である建初寺を建立した。曹不興は寺院が建つとすぐに仏像の絵を描き始め、また絵の巻物を作成し礼拝堂に供えたり、また寺の壁を荘厳に描いたりして寺の建立に貢献した。曹不興は中国史上初めての仏像画家といってもいい活動を行なっており、中国における仏教の普及に一定の貢献をしている。
曹不興は龍・虎・馬・人物を描くことが得意で、時には50尺の絹を並べて一人の肖像画を描いた事もあり、その筆捌きは驚くほど手早く、描き出して間もなく完成した。人物の頭・顔・手・足・胸腹・肩背など、どこであっても一つの誤りなく描けたという。
曹不興の画風は西晋の衛協に伝わり、また後の画家の顧愷之・陸探微・張僧繇らにも伝えられた。
南斉の謝赫は、著書の『古画品録』にて、当時著名だった27人の画家を第一品から第六品まで分け論評している。第一品には陸探微・曹不興・衛協・張墨・荀勗の5人を挙げており、曹不興の絵画に最高級の評価を与えている。
代表的な著作には、『玄女授黄帝兵符図』（北宋宮廷の秘蔵書画中の第一の作品と呼ばれている）。また、『龍虎図』・『青渓龍』・『赤盤龍』などの十点、『馬夷子』・『蛮獣様』・『龍頭様』などの四点が『歴代名書記』に記載されている。